# La Chapelle-Heulin
La Chapelle-Heulin település Franciaországban, Loire-Atlantique megyében. Lakosainak száma 3443 fő (2022. január 1.). La Chapelle-Heulin Le Loroux-Bottereau, La Haie-Fouassière, Haute-Goulaine, Le Landreau, Le Pallet és Vallet községekkel határos.

## Népesség
A település népességének változása:
| Lakosok száma | 1212 | 1800 | 1838 | 2715 | 3228 | 3266 | 3263 | 3357 | 3414 | 3443 |
|               | 1968 | 1982 | 1990 | 2006 | 2013 | 2015 | 2017 | 2019 | 2020 | 2022 |